# 医院街
医院街（Spitalgasse）是瑞士伯尔尼中世纪城市中心伯尔尼老城的街道之一。它是外新城的一部分，建于1344年至1346年伯尔尼旧城第三次扩展期间。东端在孤儿院广场和熊广场（Bärenplatz），而西端在圣灵堂附近的车站广场（Bahnhofplatz）。它是包含旧城的联合国教科文组织世界文化遗产的一部分。

## 历史

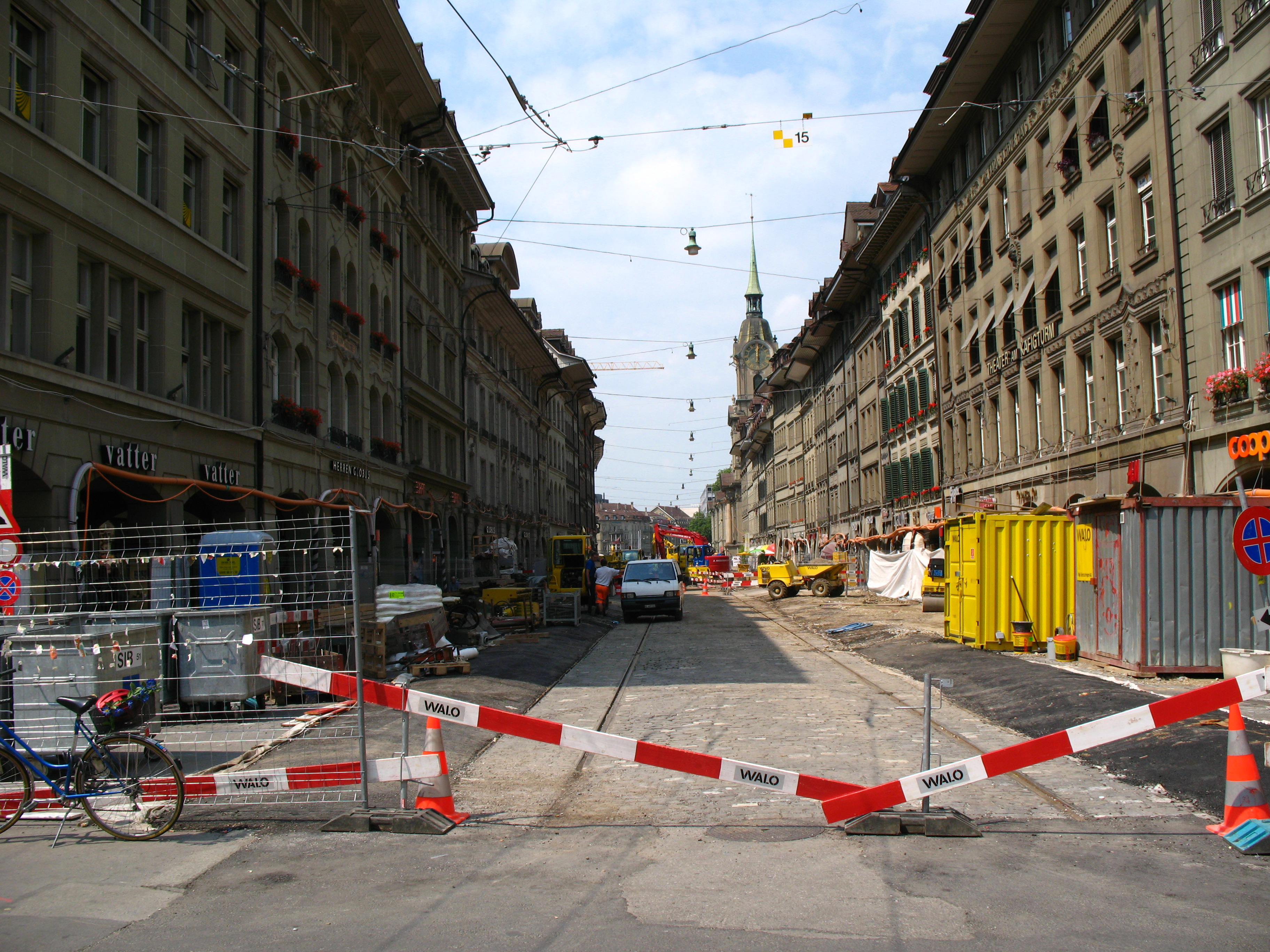

1228年前不久，圣灵医院和修道院在伯尔尼城墙外建立。在1307年，下医院（Niedern Spital）在今正义街2-10号建立，圣灵医院的名字改为“上医院”（Oberer Spital），而修道院和小堂保留了原来的名字。随着城市的扩大，它开始包围医院和修道院。1344年，城市第三次扩张，伯尔尼的主街向西拓宽到修道院，并根据修道院的名字命名为“nüwestat zem heiligen Geist”。1359年，它以上医院命名为医院街。医院街是古老的罗马道路的延伸。在1715年，上、下医院合并成立大医院（Grossen Spital）。在新的医院“Burgerspital”建成后，医院街的建筑在1726/31年拆除。

## 景点

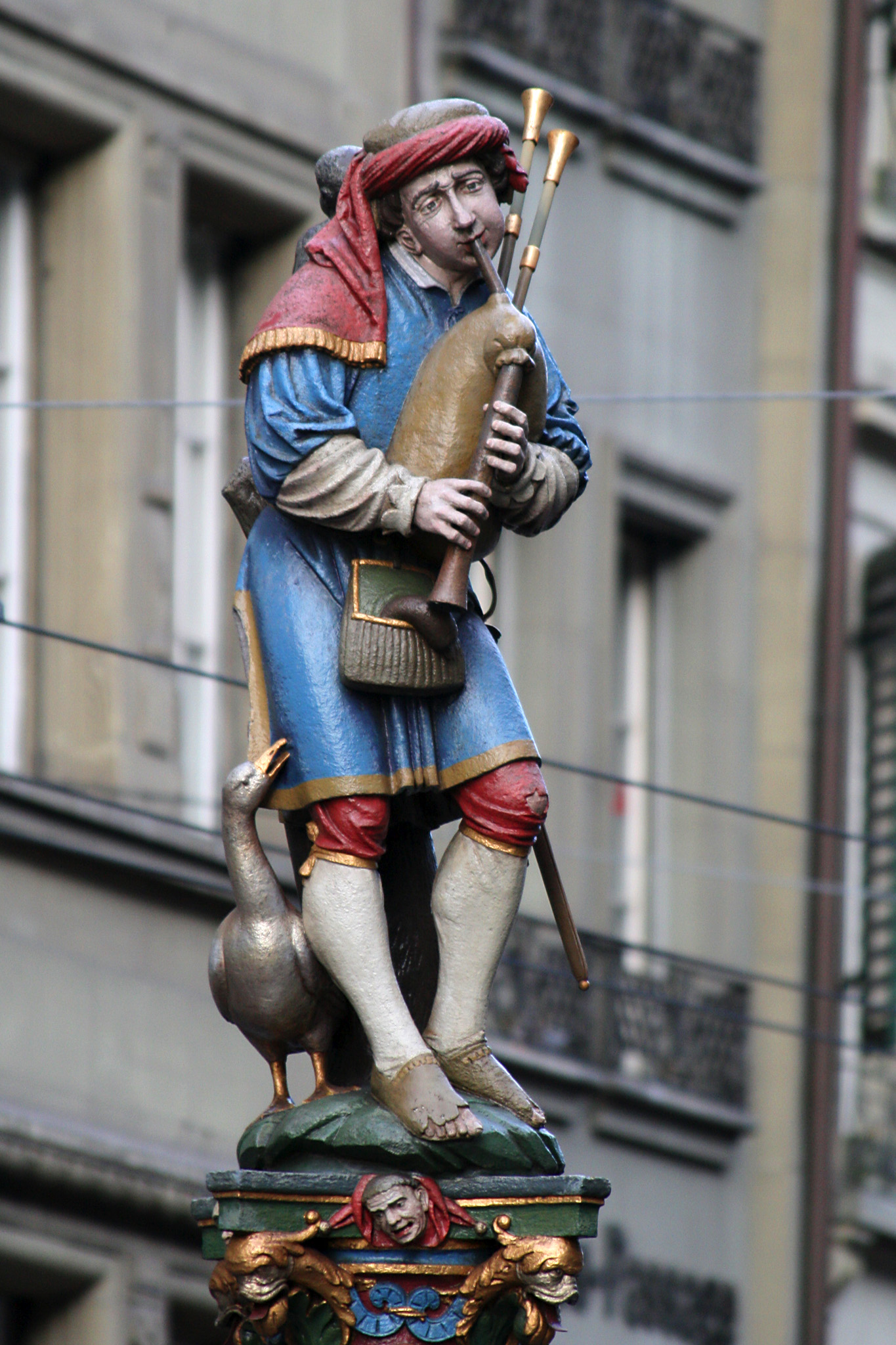
Pfeiferbrunnen

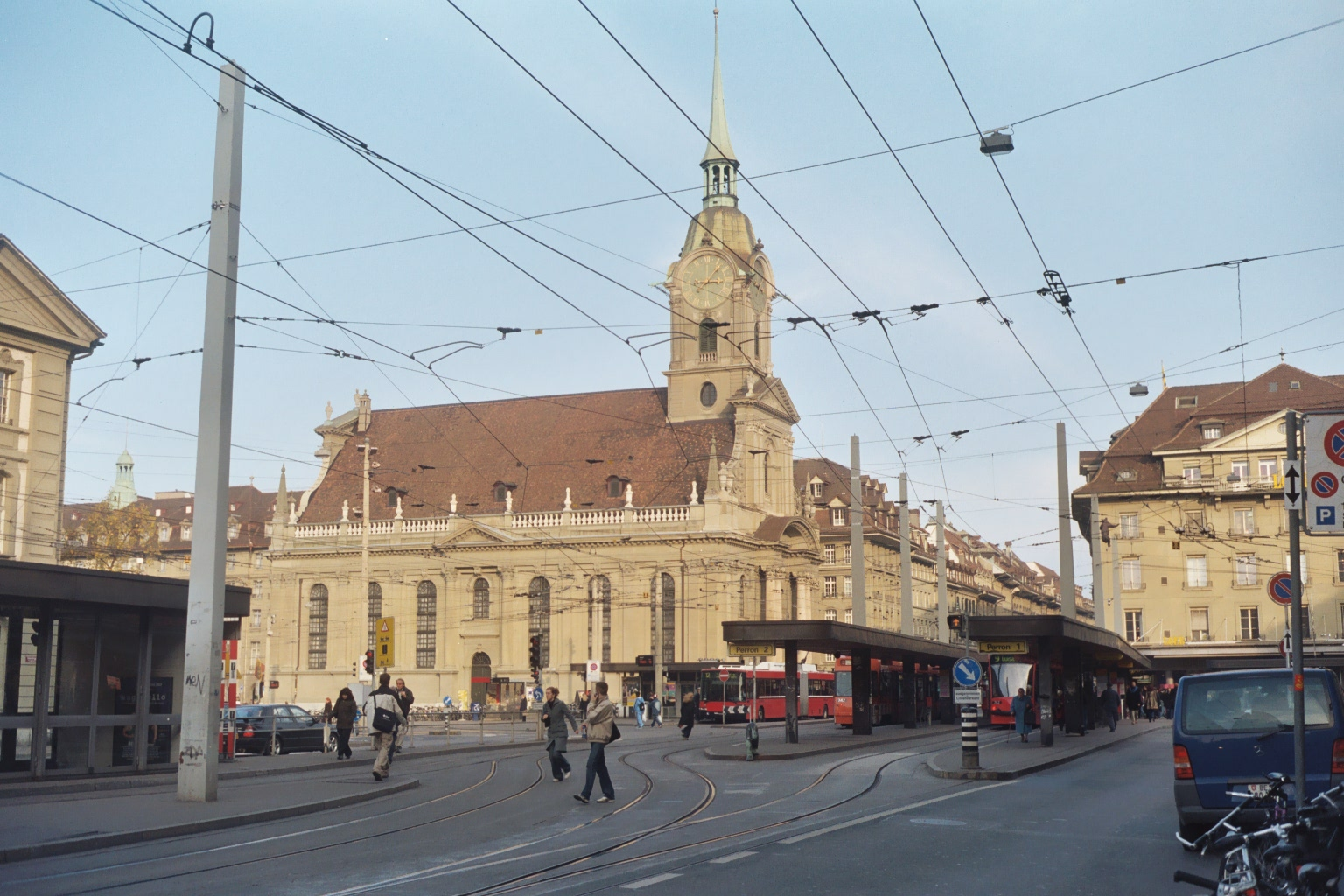
圣灵堂

医院街有三个瑞士国家和区域重要文化财产名录：
- 医院街36-38号
- Pfeiferbrunnen喷泉
- 医院街44号归正会圣灵堂(德語：Heiliggeistkirche).[3]